# Ernst Hürlimann
Ernst Hürlimann, född 19 oktober 1934 i Wädenswil, är en schweizisk före detta roddare.
Hürlimann blev olympisk bronsmedaljör i dubbelsculler vid sommarspelen 1960 i Rom.